# エドワルド・フェネク・アダミ

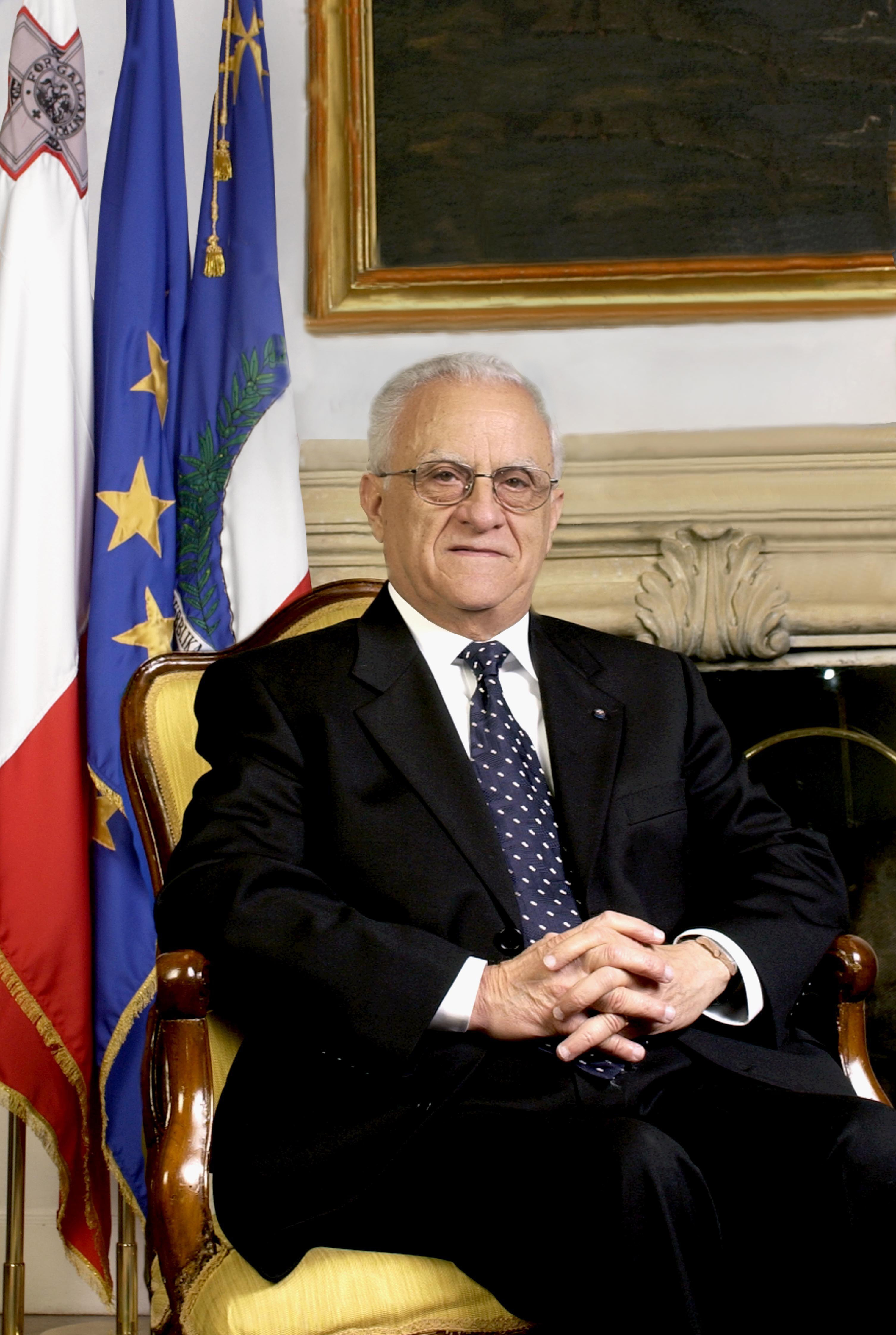
エディー・アダミ

エドワルド・フェネク・“エディー”・アダミ（Edward Fenech “Eddie” Adami, 1934年2月7日 - ）は、マルタの政治家。ビルキルカラ出身。同国大統領、首相（第13・15代）を歴任した。エディー (Eddie) の通称で知られる。マルタ大学で経済学や法学などを学んだ。
1960年代初頭にキリスト教民主民族主義党（現在の国民党）に入党。1969年に国会議員。1977年には同党の党首に就任。1987年首相に就任し、1996年まで長期政権を担った。1998年の総選挙で自党が勝利したことを受け首相に返り咲いたが、公約であったEU加盟が国民投票で受け入れられたことで首相の座をローレンス・ゴンツィに譲り、2004年4月4日にギド・デ・マルコの後をうけ大統領となった。
2009年4月4日に任期満了となり、後任大統領にはジョージ・アベラが就任した。